# Polenmarkt

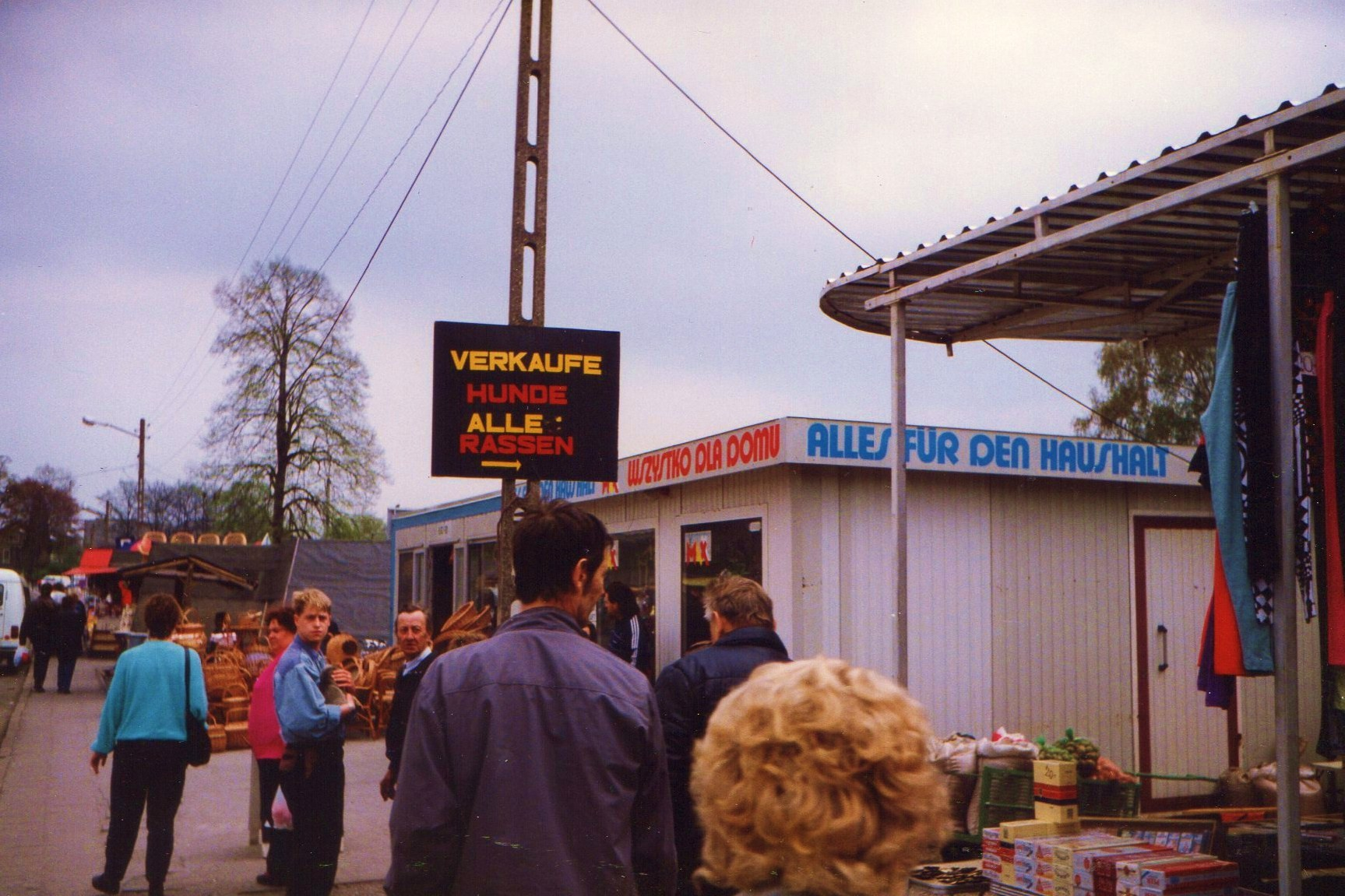
Grenzmarkt in Łęknica bei Bad Muskau (1992): angeboten werden unter anderem Hunde, Haushaltsartikel und Zigaretten

Ein Polenmarkt oder polnischer Grenzmarkt ist ein Markt oder Basar auf der polnischen Seite der deutsch-polnischen Grenze. Grenzmärkte gibt es seit der Grenzöffnung 1991 vor allem in geteilten Orten zwischen Polen und Ostdeutschland. Seit den 2000er Jahren hat ihre wirtschaftliche Bedeutung abgenommen. Ein großer „Polenmarkt“ bestand außerdem zwischen 1989 und 1990 in West-Berlin, in das polnische Bürger visumfrei einreisen konnten.

## Geschichte

### Grenzhandel zwischen der DDR und der Volksrepublik Polen ab 1972
In den polnischen Nachbarstädten von Frankfurt, Guben und Görlitz gab es bereits vor der Wende einen regen Grenzhandel für Touristen, die seit 1972 visumfrei aus der DDR einreisen konnten. Dabei kamen nicht nur Deutsche nach Polen, sondern auch Polen in die Grenzstädte der DDR. Der Gubiner Markt befand sich an derselben Stelle in Grenznähe, an der sich heute der Basar befindet. Dort wurden vor allem Lebensmittel (Gemüse, Obst, Milchprodukte, Geflügel, Süßwaren) angeboten, außerdem Korbwaren, Modeschmuck und Textilien. Häufig wurden auch gefälschte westliche Markenprodukte verkauft. Die Preise wurden oft durch Feilschen ausgehandelt. Dabei wurden sowohl Złoty als auch Mark der DDR akzeptiert.

### Der Berliner „Polenmarkt“ 1989/1990

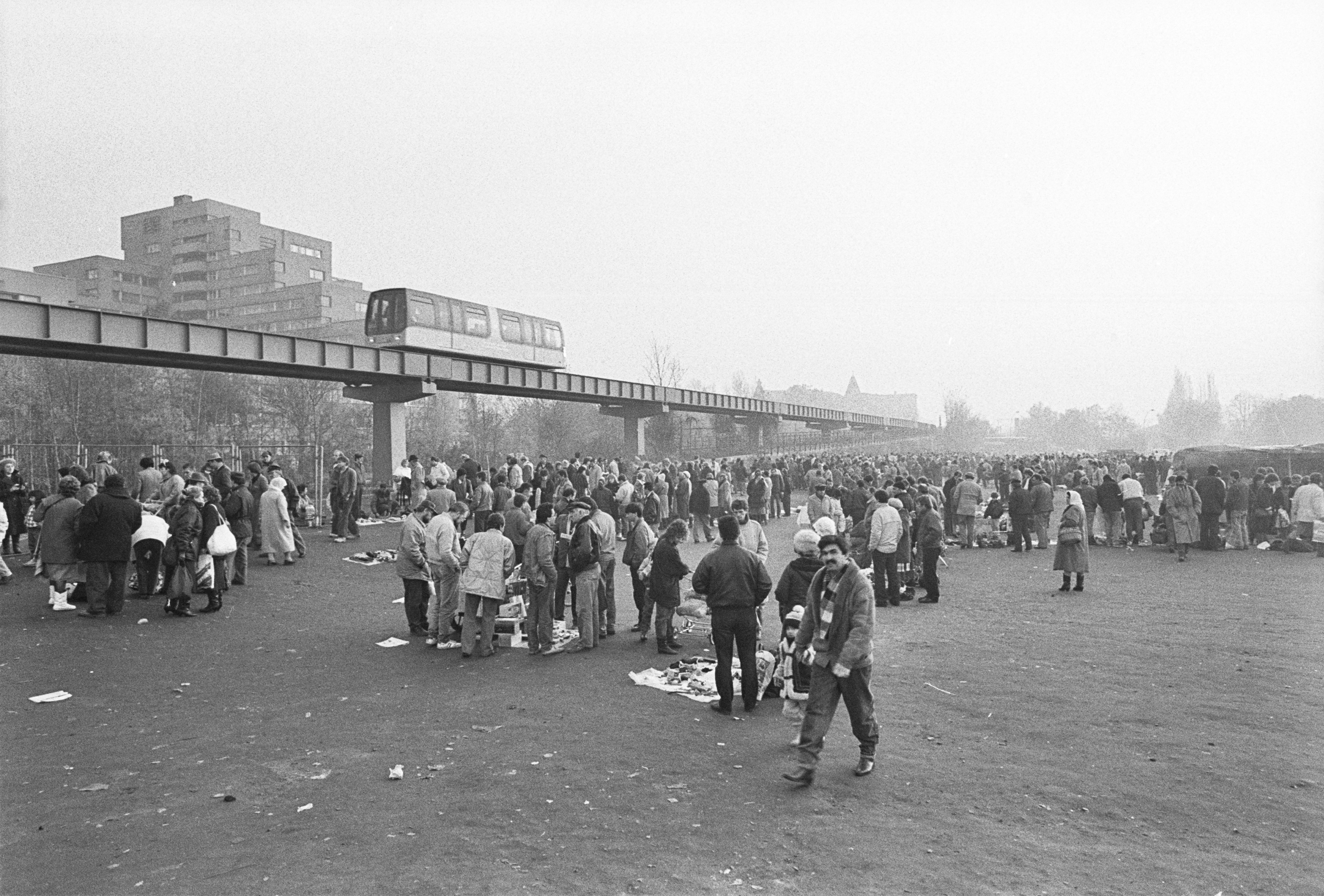
Markt auf dem Gelände des ehemaligen Potsdamer Bahnhofs mit M-Bahn-Versuchsstrecke in West-Berlin (1989)

Seit den frühen 1980er Jahren verkauften polnische Händler ihre Waren auf dem „Krempelmarkt“ am West-Berliner Reichpietschufer. Nach der Einführung der Reisefreiheit in der Volksrepublik Polen 1988 reisten ab 1989 Tausende polnische Händler nach West-Berlin. Sie verkauften ihre Waren (etwa Wodka, Zigaretten, Krakauer Wurst, Süßigkeiten, Eier, Haushaltswaren, Kleidung) dort unter anderem am Reichpietschufer und am Kulturforum. Zoll und Polizei schätzten zu Beginn des Jahres 4000 Händler in der Woche.
Das Gelände um den Krempelmarkt wurde zunächst eingezäunt, um den Handel zu unterbinden, jedoch ohne Erfolg. Der Polenmarkt verlagerte sich auf den Matthäikirchplatz und fand dort nicht mehr nur am Wochenende, sondern auch unter der Woche statt. Mitte Mai wurden dort 25.000 Händler gezählt. Der Senat beschloss die Auflösung des dortigen Markts. Ab August verlagerte sich der Markt unter anderem auf das Areal des Mendelssohn-Bartholdy-Parks, kehrte später per Senatsbeschluss aber wieder an seinen Ausgangsort ans Reichpietschufer neben den Krempelmarkt zurück. Anfang Oktober reisten 63.000 polnische Touristen nach West-Berlin ein. Im Herbst 1990 kam die Einreise aufgrund neuer Visumsregelungen und EU-Zollbestimmungen weitgehend zum Erliegen.
Außerdem gab es Märkte in Bremen. In Wien bestand ein „Polenmarkt“ als Schwarzmarkt seit den frühen 1980er Jahren, zunächst am Mexikoplatz, später auf dem Messeparkplatz beim Prater. Die Märkte in Städten hörten Anfang der 1990er Jahre auf zu existieren. Der in Frankfurt (Oder) lehrende Osteuropahistoriker Karl Schlögel bezeichnete die Entstehungszeit der Polenmärkte als „Basarphase“, die jedes osteuropäische Land im Zuge der postsozialistischen Transformation durchlaufen habe.

### Grenzmärkte seit den 1990er Jahren

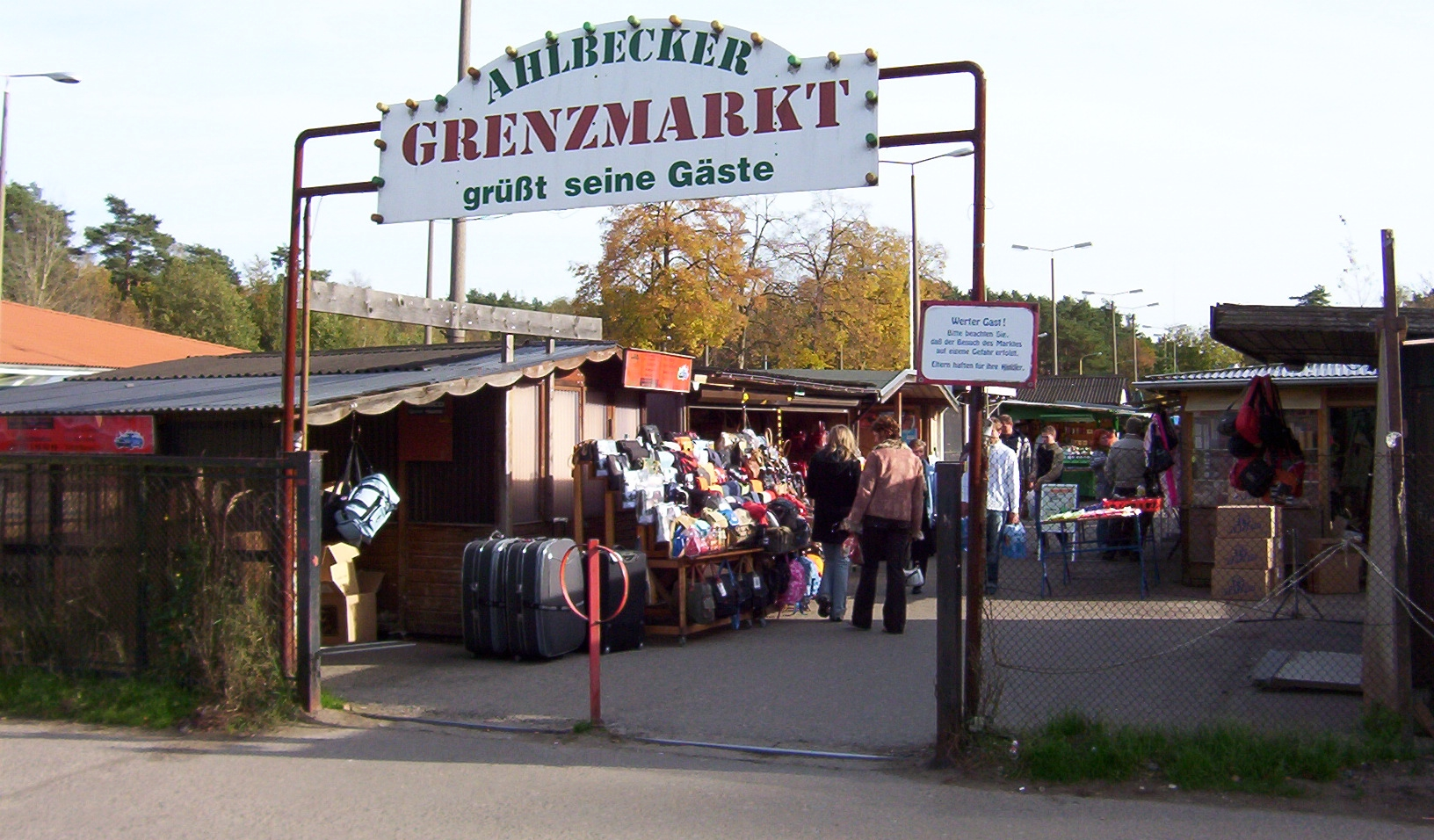
„Ahlbecker Grenzmarkt“ in Swinemünde (2020)

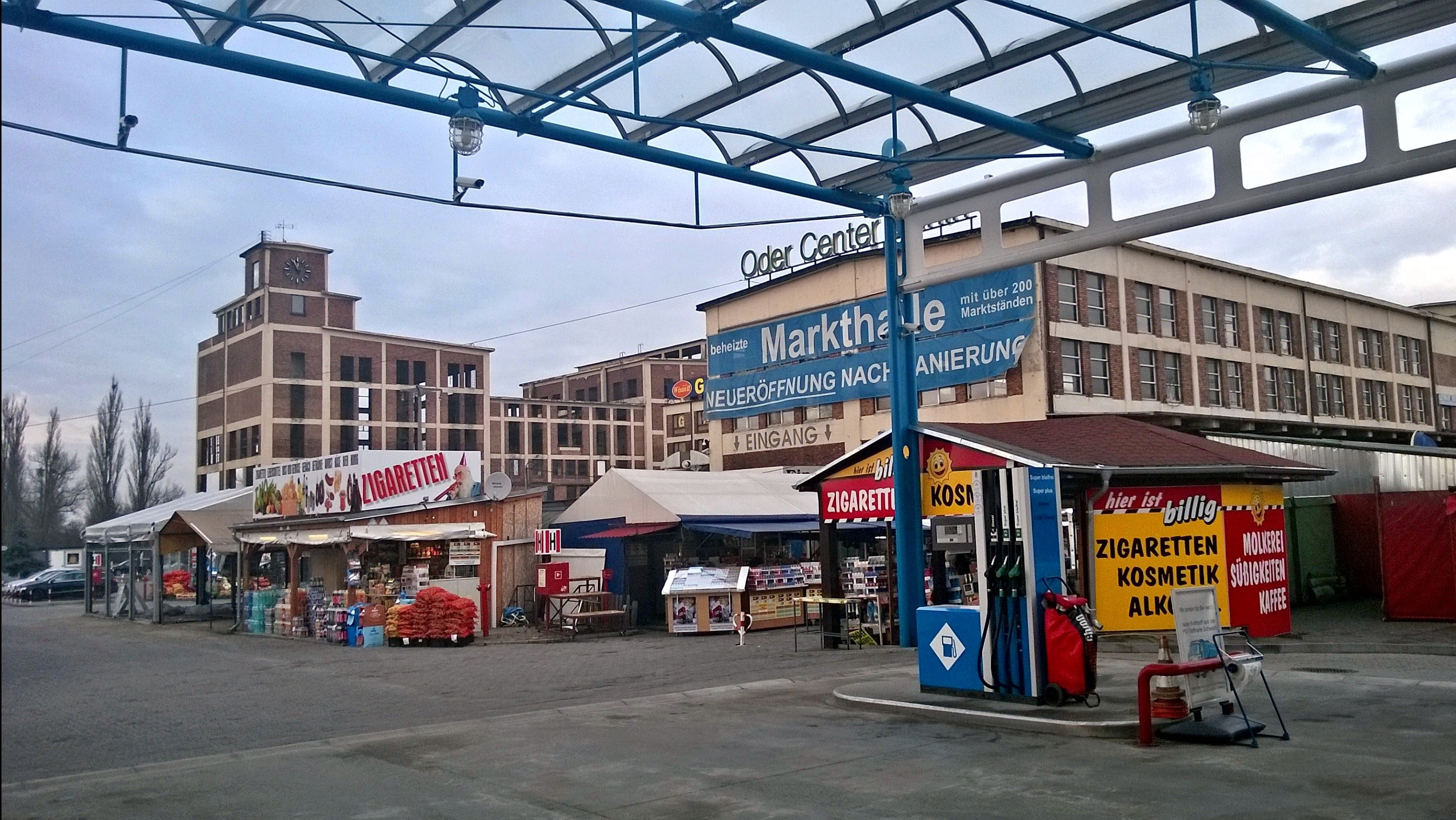
„Oder Center Berlin“ in Osinów Dolny bei Hohenwutzen (2015)

Im Zuge des Grenz- und Tanktourismus entstanden nach der Öffnung der deutsch-polnischen Grenze durch die Aufhebung der Visumspflicht 1991 Märkte in verschiedenen Orten, die dort bis heute angesiedelt sind, vor allem in geteilten Orten zwischen Polen und Ostdeutschland (Mecklenburg-Vorpommern, Brandenburg, Sachsen). Während sich in Orten barackenartige Märkte ansiedelten, entstanden an Verkehrsstraßen häufig Verkaufsstellen von Krämern (mit einfachen überdachten Ständen) und Hökern (mit auf dem Boden ausgebreiteter Ware, oft Waldpilze und Beeren) in der Nähe von Tankstellen, die bis zu 50 km von der deutschen Grenze entfernt sind.
Der Grenzverkehr von Deutschland nach Polen stieg Anfang der 1990er Jahre stark an: 1990 passierten 6,5 Millionen Pkw und 685.000 Lkw die Grenze aus Deutschland, 1992. 22,3 Millionen bzw. 1,17 Millionen, 1993 36 Millionen Kfz bzw. 1,4 Millionen Lkw. Parallel wuchs die Handelsaktivität in den polnischen Grenzorten: 1989 wurden in Gubin 88 Handels- und 286 Imbissstände registriert, 1991 stieg die Zahl auf 714 bzw. 401. In Słubice bekamen im Jahr 1990 589 Personen die Genehmigung für eine wirtschaftliche Tätigkeit, davon 477 für einen eigenen Stand. Zwischen 1992 und 1994 erhöhten sich diese Zahlen auf 1.651 bzw. 1.324. Den Umsatz aller Grenzmärkte schätzte die Märkische Oderzeitung für 1993 auf 3 bis 4 Milliarden Mark. Eine Studie zu den an den Grenzübergängen der Woiwodschaft Stettin, Woiwodschaft Gorzów, Woiwodschaft Zielona Góra und Woiwodschaft Jelenia Góra aus Deutschland geflossenen Geldströmen ermittelte für das Jahr 1994 eine Gesamtsumme von 522,5 Millionen Mark.
Seit den 2000er Jahren hat die wirtschaftliche Bedeutung der Grenzmärkte abgenommen. Dies wird einerseits auf die Aufwertung des Złoty und den Beitritt Polens zur Europäischen Union (2004) zurückgeführt, andererseits auf die Konkurrenz durch Discounter und den großflächigen Einzelhandel auf der grünen Wiese. Dafür kamen neue Geschäftsfelder hinzu, etwa der Gesundheitstourismus und arbeitsintensive Dienstleistungen von Kfz-Reparaturbetrieben, Friseur- und Kosmetiksalons. Es gibt polnische Grenzmärkte in:
| Polnische Ortschaft | Deutscher Nachbarort | Name des Grenzmarkts                             | Lage                                                                              |
| ------------------- | -------------------- | ------------------------------------------------ | --------------------------------------------------------------------------------- |
| Swinemünde          | Ahlbeck              | Targowisko Przygraniczne; „Ahlbecker Grenzmarkt“ | direkt neben dem Grenzübergang                                                    |
| Lubieszyn           | Linken               |                                                  | an der DK10 nach Stettin                                                          |
| Dołuje              | Linken               |                                                  | an der DK10 nach Stettin                                                          |
| Kołbaskowo          | Pomellen             |                                                  | an der A6 nach Stettin                                                            |
| Krajnik Dolny       | Schwedt              |                                                  | an der DK26 nach Chojna                                                           |
| Osinów Dolny        | Hohenwutzen          | „Oder Center Berlin“                             | seit 1993 auf dem Gelände der ehemaligen Zellstoff- und Papierfabrik Niederwutzen |
| Kostrzyn            | Küstrin-Kietz        | Miejskie Targowisko Przygraniczne                | unweit des Grenzübergangs, weit vom Stadtzentrum                                  |
| Słubice             | Frankfurt (Oder)     | Bazar Miejski                                    | ca. 3 Kilometer vom Grenzübergang am Stadtrand                                    |
| Słubice             | Frankfurt (Oder)     | Mały Bazar                                       | im Stadtzentrum                                                                   |
| Gubin               | Guben                | Targowisko Miejskie                              | unweit des Grenzübergangs                                                         |
| Zasieki             | Forst                |                                                  | an der DW289                                                                      |
| Łęknica             | Bad Muskau           | Bazar Manhattan                                  | direkt am Grenzübergang                                                           |
| Zgorzelec           | Görlitz              | Bazar „Mały Rynek“                               | im Stadtzentrum                                                                   |
| Sieniawka           | Zittau               | Targowisko                                       | am Dorfzentrum                                                                    |

Außerdem gibt es Märkte vietnamesischstämmiger Händler („Asiamärkte“, „Tschechenmärkte“, „Vietnamesenmärkte“) an der deutsch-tschechischen Grenze.

## Angebot

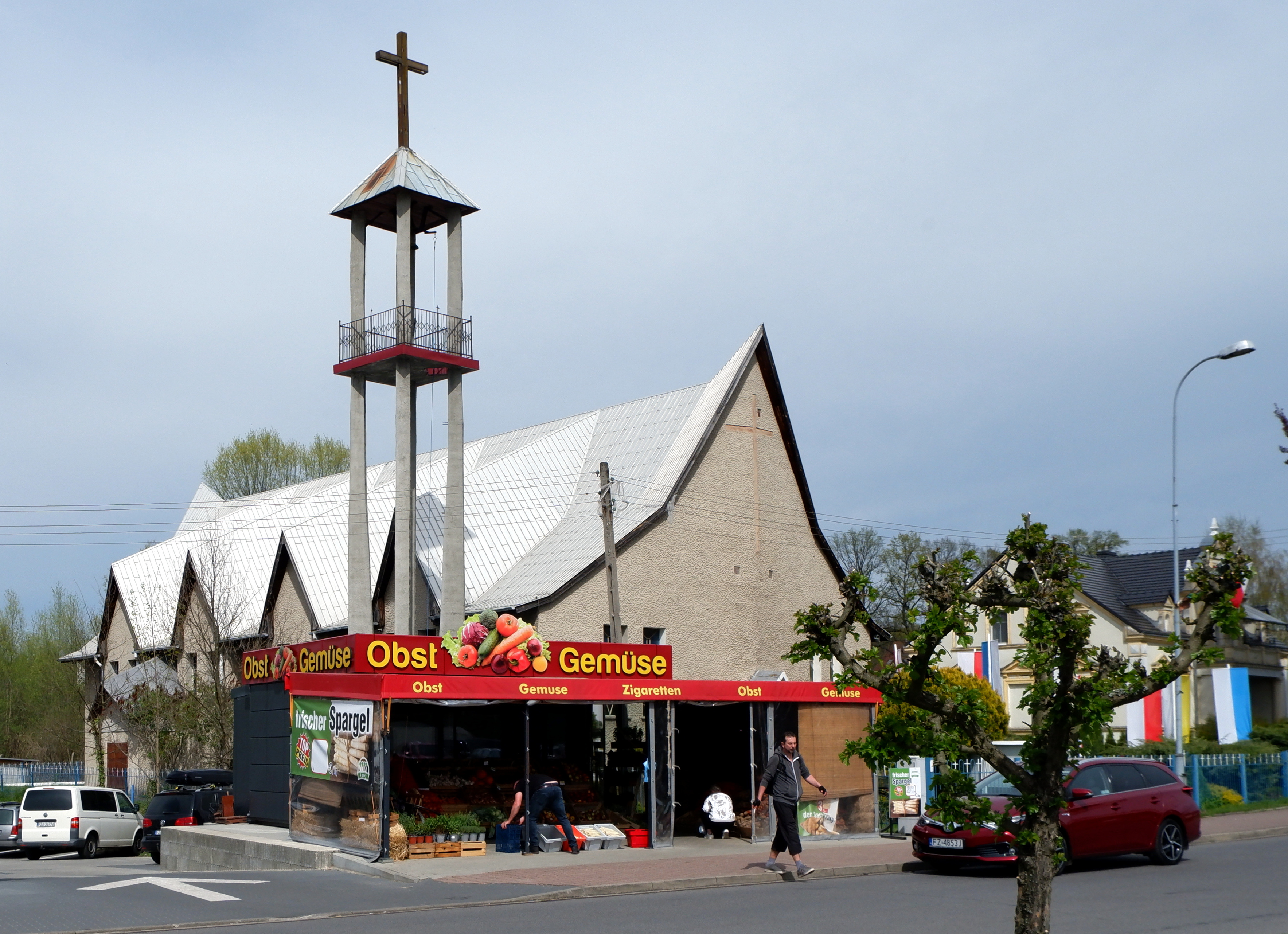
Gemüsestand mit deutschsprachiger Werbung an der Ulica Graniczna vor der St. Barbara-Kirche in Łęknica (2022)

Angeboten werden Zigaretten und alkoholische Getränke, Kleidung, Kosmetik, Lebensmittel, Gartenzwerge, Garten- und Heimwerkerbedarf. Das Angebot richtet sich überwiegend an deutsche Kunden, darunter auch Teilnehmer von Kaffeefahrten. In den 1990er Jahren wurden Raubkopien auf CD und DVD verkauft, das Angebot ging mit dem Aufkommen des Internets zurück.
Kritisiert wurde der Handel mit in Deutschland verbotenen Waren, etwa mit verfassungsfeindlichen Symbolen, illegalen Feuerwerkskörpern sowie mit illegal gezüchteten Haustieren, insbesondere Welpen.

## Bezeichnungen
Die umgangssprachliche Bezeichnung „Polenmarkt“ wird häufig in Anführungszeichen verwendet, aber auch offiziell von Händlern benutzt. Der erste Teil des Kompositums „Polenmarkt“ kann dabei sowohl das Land Polen als auch seine Bewohner, die Polen, meinen. Der Fachterminus ist „(polnischer) Grenzmarkt“. Im Polnischen werden die Bezeichnungen „(przygraniczny) bazar“ /„(Grenz-)Basar“, „targowisko przygraniczne“ („Grenzmarkt“) oder der Germanismus „Polenmarkt“ verwendet. Durch den Sprachkontakt zwischen Deutsch und Polnisch hat sich unter den Händlern eine Mischsprache etabliert.

## In der Kultur
Die Polenmärkte wurden in den 1990er Jahren zu einem prägenden Element des Polenbilds der Deutschen. 1997 drehten die Soziologen Jerzy Kaczmarek und Dominik Peitsch den Film Der Słubicer Polenmarkt: Auswirkungen auf Stadt und Mensch. Seit 1997 findet in Greifswald das Kulturfestival polenmARkT statt. 2000 wurde der heutige Club der polnischen Versager als Bund der polnischen Versager – Polenmarkt e. V. gegründet. 2015 erregte der von Thomas Steinfeld aufgedeckte Fall Karl Waldmann Aufsehen, bei dem ein französischer Journalist angegeben hatte, um 1990 zwei Bilder des angeblichen konstruktivistischen Künstlers Karl Waldmann auf dem Berliner Polenmarkt entdeckt zu haben.